# Походження людини від мавпи

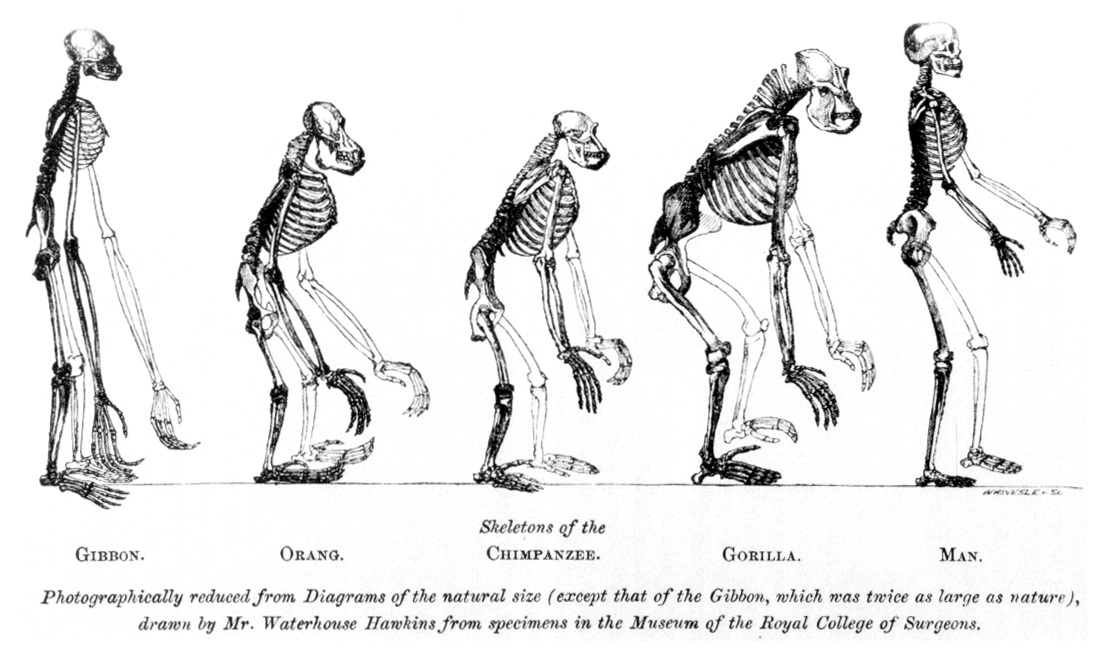
Зображення з фронтиспіса праці Хакслі Evidence as to Man's Place in Nature (1863), на якому зіставляються скелети сучасних мавп і людини.

«Марш прогресу» від дріопітека до людини.

Походження людини від мавпи — умовна назва концепції в еволюційній теорії, що стверджує еволюційний шлях розвитку сучасної людини від доісторичних мавп.
Серед усіх сучасних еволюційних теорій на тему походження людини від тварин ця теорія є найпоширенішою.
Цю наукову теорію часто протиставляють вірі в створення життя богом

## Історія
У кінці XVIII століття французький натураліст Жорж-Луї де Бюффон опублікував працю «Природнича історія». У ній він вперше висловив думку, що люди — це нащадки мавп, що викликало різку реакцію обурення. Книга була публічно спалена катом.
Чарльз Роберт Дарвін стверджував, що люди походять від мавп, а конкретно в книзі «Походження людини і статевий відбір», в 6-му розділі він написав: «Мавпи потім розгалузилися на два великі стовбури, мавп Нового і Старого світу, а від останнього, у віддаленому проміжку часу, вийшла Людина, чудо і слава Всесвіту».
Також Ч.Дарвін розробив біологічну теорію походження людини. Дарвін (книги «Походження людини і статевий відбір», «Про вираження емоцій у людини і тварин» (1871—1872)) підсумовує, що людина — невід'ємна частина живої природи і що його виникнення не є виключенням з загальних закономірностей розвитку органічного світу, поширює на людину основні положення еволюційної теорії, доводить походження людини «від нижчестоячої тваринної форми».
На підставі порівняльно-анатомічних, ембріологічних даних, що вказують на величезну подібність людини і людиноподібних мавп, Дарвін обґрунтував ідею їх спорідненості, а отже, і спільність їхнього походження від стародавнього вихідного предка.